# Rio Araçagi

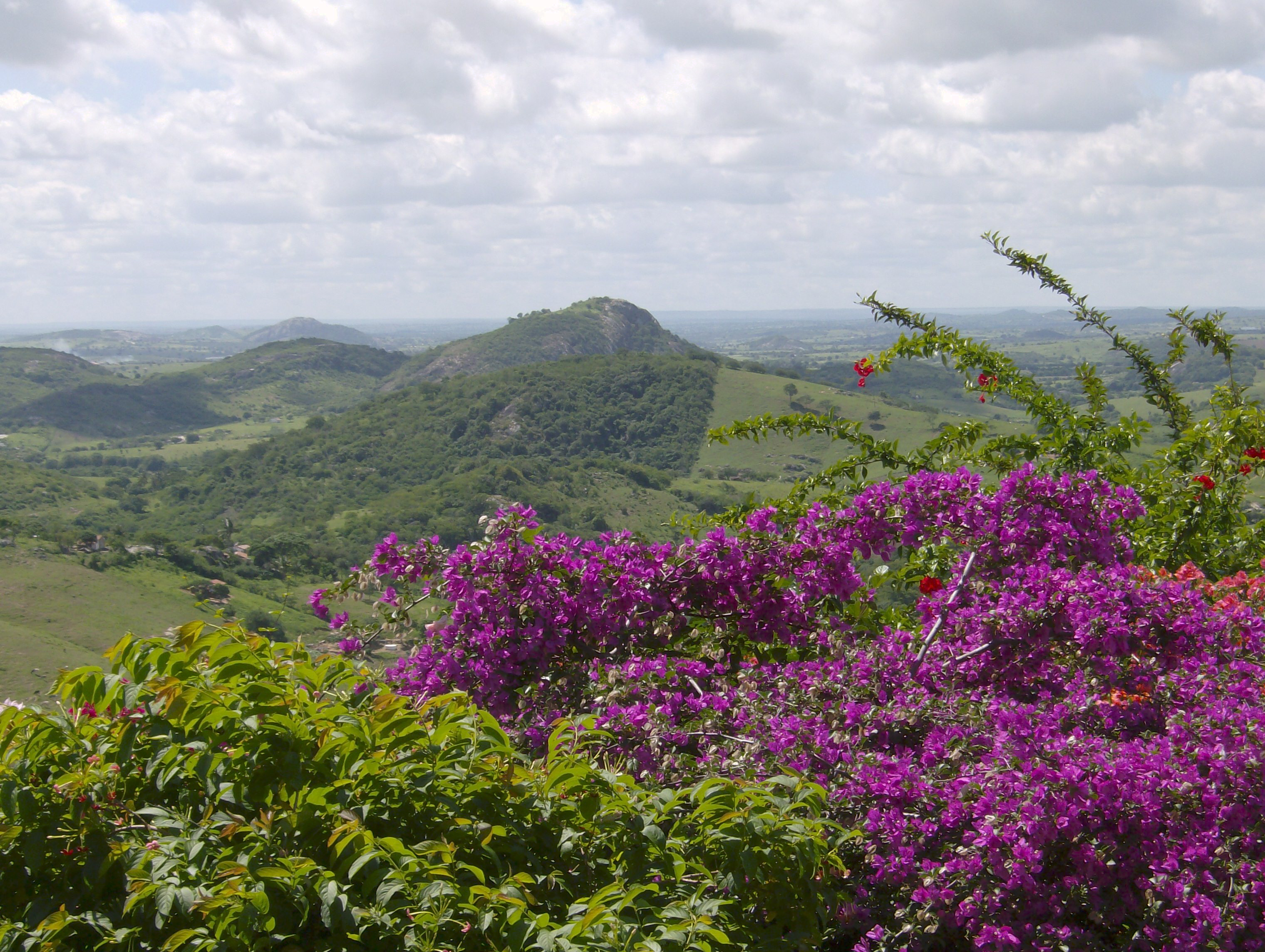
O rio Araçagi corre pela serra da Copaoba

O rio Araçagi é um rio brasileiro que banha o estado da Paraíba. Principal afluente do rio Mamanguape, o Araçagi tem vital importância econômica para a região onde banha, no Brejo Paraibano, apesar de ser um rio de regime temporário. O Araçagi tem sua nascente entre os municípios de Pocinhos, Areial e Montadas. 

## História

### Etimologia
Segundo o que narra o historiador Orlando Bordoni no livro A longa marcha dos índios tupis, de 1991, Araçaji em tupi significa «o rio dos araçás». De acordo com diversas obras célebres, a fonética original indígena da denominação de tal rio era Arassoagipe.
A Revista Trimestral do IHGB, de 1892, corrobora tal tese fonética do rio:
(...) andando o capitão-mor Feliciano Coelho em perseguição dos índios potiguares para essas bandas, alguns de seus soldados descendo pelo leito do Arassoagipe — sem dúvida o atual Araçagi, afluente do Mamanguape (...)

### Povoamento da região
Em sua obra, Diálogos das grandezas do Brasil, de 1610, o explorador Ambrósio Fernandes Brandão narra que o capitão-mor da capitania da Paraíba, Feliciano Coelho de Carvalho, descobriu a existência de diversos sítios rupestres às margens do rio Araçagi.
(...) a um homem amigo meu de credito ouvi afirmar, com outros mais, haver-se achado, nos tempos atrasados, na mesma serra, uma novidade e estranheza que me causou espanto. Relatou-me por cousa verdadeira que, andando Feliciano Coelho de Carvalho, capitão-mor que foi da dita capitania pela mesma serra, fazendo guerra ao gentio petiguar, aos 29 dias do mês de dezembro do ano de 1598, se achara junto a um rio chamado Arassoagipe, que, por ir então seco demonstrava somente alguns poços de agua, que o calor do verão não tinha ainda gastado, e que alguns soldados, que foram por ele abaixo, toparão, nas suas fraldas, com uma cova, da banda do poente, composta de três pedras, que estavam conjuntas umas com outras, capaz de se poderem recolher dentro nela quinze homens; (...) e ali por toda a redondeza que fazia na face da pedra, se achavam umas molduras, que demonstrava, na sua composição, serem feitas artificialmente.
O rio já aparecia em mapas neerlandeses da primeira metade do século XVII com praticamente a mesma denominação atual, só que ao invés de Araçagi os neerlandeses o mapearam como «Araçaí». Um dos mais aguerridos exploradores a serviço da Holanda que esteve na região do bacia do Araçagi foi Elias Herckmans, então administrador da Paraíba.

## Canal Acauã–Araçagi
Considerada a porta de entrada das águas do rio São Francisco no estado, que chegara via «Canal Leste», o canal Acauã–Araçagi é uma obra de grande envergadura, orçada em 933 milhões de reais. A obra foi iniciada em outubro de 2012 e prevê-se que irrigará 16 mil hectares de terras agricultáveis. O canal foi considerado a maior obra hídrica dos últimos trinta anos na Paraíba, pois terá terá 112 km de extensão quando estiver concluído, e garantirá água para 500 mil habitantes de 35 cidades.
Tal canal visa integrar as bacias hidrográficas da região litorânea paraibana a fim de aproveitar as águas vindas do São Francisco. Finda a construção, haverá conexão entre as bacias e sub-bacias do Paraíba, Camaratuba, Gurinhém, Miriri e Araçagi–Mamanguape.